# 藤陰雜記
藤陰雜記是一部由戴璐所著的清代筆記。書中輯錄當時北京五城沿革，考證精審，並錄存了許多當時名家的題詠。著書時間長達十餘年，於嘉慶丙辰年（1796年）刊行。

## 著述
《藤陰雜記》是戴璐於任職工部郎中時，就京師（北京）五城並及郊區，搜訪坊巷名跡，掇拾聞見，彙集而成。自序云：「余弱冠入都，留心掌故，嘗閱王漁洋《偶談》、《筆記》等書，思欲續輯，於是目見耳聞，隨手漫筆。及巡視東城，六街踏遍，凡琳宮梵宇，賢蹤名跡，停車咨訪，筆之於書。」因此作者在於續寫王世禎《池北偶談》、《香祖筆記》，記載康熙中葉以後京城的典章逸事。凡已見於成書如《日下舊聞考》、《宸垣識略》的，作者皆不錄。因為作者前後官署及賃居京師西城槐市斜街居所中均種植了紫藤，故書以「藤陰」為名。

## 內容
本書共十二卷，卷一至四，記北京掌故軼事，五至十二卷，記載北京的城池（主要為外城的敘述）以及名人和名勝等。為了解清中期北京地理環境、文人生活等的有用資料。書中取材可分為四類：(一)、記述清初至作者同時代人的科名甲第。(二)、記述各部官署的典章制度、官吏銓科概況，並於此反映了作者對這些制度的態度。(三)、記述京城及京郊坊巷、官署、寺觀、祠墓的分佈情況。(四)、錄存同時代人游宴時題詠的詩詞，約占全書的五分之三。這些詩詞有的今天看來有些史料價值，例如錄存的杭州人韓春湖套曲，可以看到當時風塵下官員們的窮形極像。

## 版本
- 《藤陰雜記》，初刻，清嘉慶元年(1796)。
- 《藤陰雜記》，吳興會館本，清光緒三年(1877)。
- 《藤陰雜記》，收錄於《說庫》，王文濡編，上海文明書局石印本，民國四年(1915)。[1]
- 《藤陰雜記》，收錄於《北京歷史風土叢書》，瞿宣穎輯，北平廣業書社出版，民國十四年(1925)。[2]
- 《藤陰雜記》，臺北古亭書屋出版，民國五十八年(1969)。
- 《藤陰雜記》，北京古籍出版社根據光緒年間版本點校重印，1983年。[3]